# Cryptanura platyura
Cryptanura platyura là một loài tò vò trong họ Ichneumonidae.